# Çandarlı
Çandarlı (Dikili district) is een dorp in de provincie İzmir in Turkije en telt 6.985 inwoners (2018). In de oudheid was het bekend onder de naam Pitane (Oudgrieks: Πιτάνη). Het was deel van een groter gebied dat in de oudheid ook wel bekend stond als Eolië. Na de Romeinse annexatie van het koninkrijk Pergamon in 129 v.c. werd het gebied onderdeel van Asia (Romeinse provincie). Çandarlı is tegenwoordig een klein toeristisch kustdorp aan de golf van Çandarlı, in de Egeïsche zee. Het centrum ligt op een schiereiland, waar ook een kasteel ligt dat gebouwd is door de Genuees en in de 15e eeuw in gebruik werd genomen door de Ottomanen.

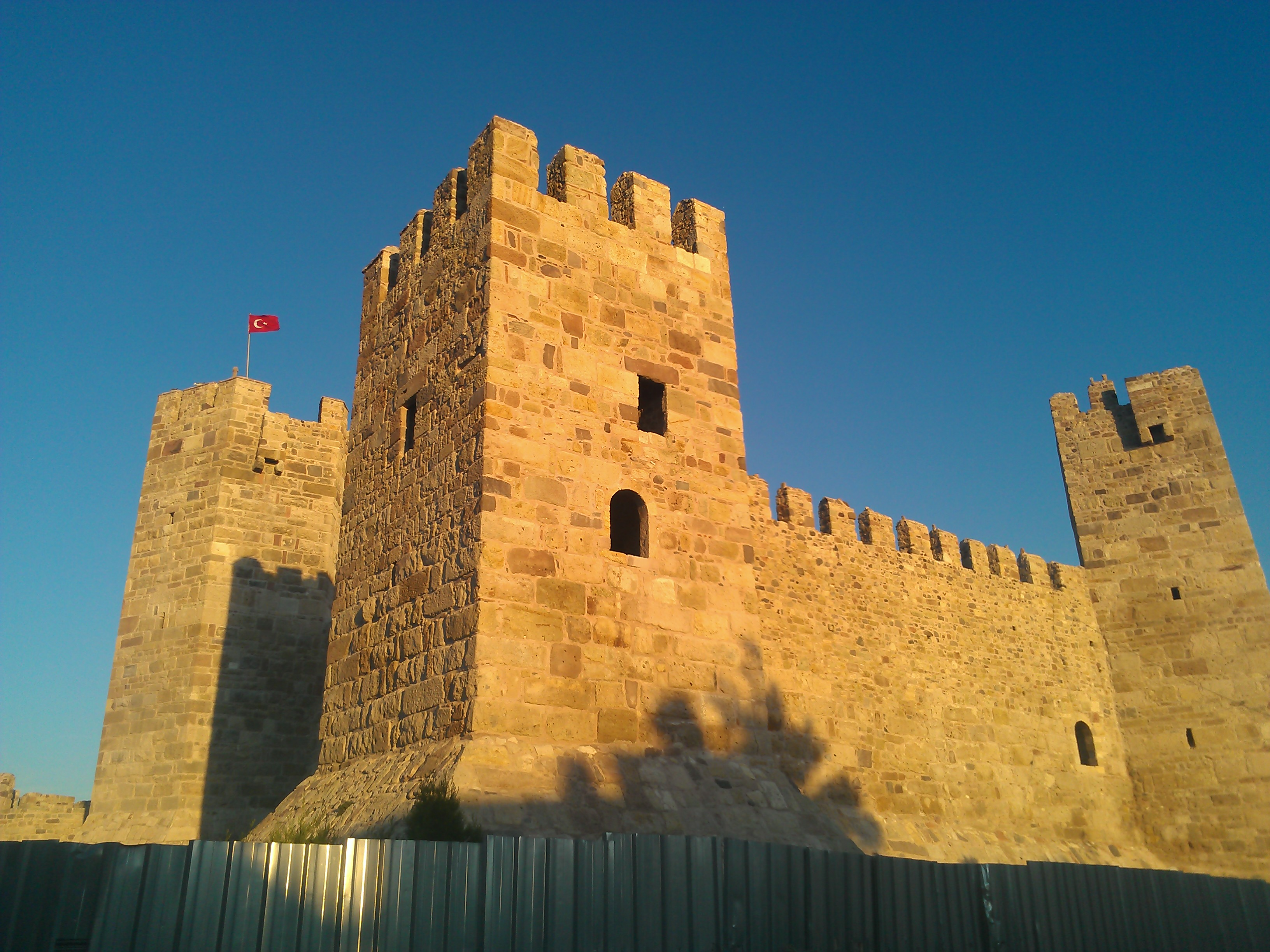
Genuees kasteel in Çandarlı

Aliağa · Balçova · Bayraklı · Bayındır · Bergama · Beydağ · Bornova · Buca · Çeşme · Çiğli · Dikili · Foça · Gaziemir · Güzelbahçe · Karabağlar · Karaburun · Karşıyaka · Kemalpaşa · Kınık · Kiraz · Konak · Menderes · Menemen · Narlıdere · Ödemiş · Seferihisar · Selçuk · Tire · Torbalı · Urla